# Franco Tognini
Franco Tognini   (Monza, 28 d'octubre de 1907 - Monza, 27 d'abril de 1980) va ser un gimnasta artístic italià que va competir durant les dècades de 1920 i 1930.
El 1932 va prendre part en els Jocs Olímpics de Los Angeles, on disputà quatre proves del programa de gimnàstica. Guanyà la medalla d'or en la competició del concurs complet per equips. En les altre proves destaca la sisena posició en la competició d'anelles.
Quatre anys més tard, als Jocs de Berlín, disputà les vuit proves del programa de gimnàstica masculina. Fou cinquè en el concurs complet per equips, mentre en les altres set proves finalitzà més enllà de la vintena posició.
Entre 1945 i 1948 i 1952 i 1955 fou entrenador de la selecció italiana. També fou membre del Comitè Tècnic de la Federació Internacional de Gimnàstica i jutge de gimnàstica fins al 1972.